# Luigi Bresciani

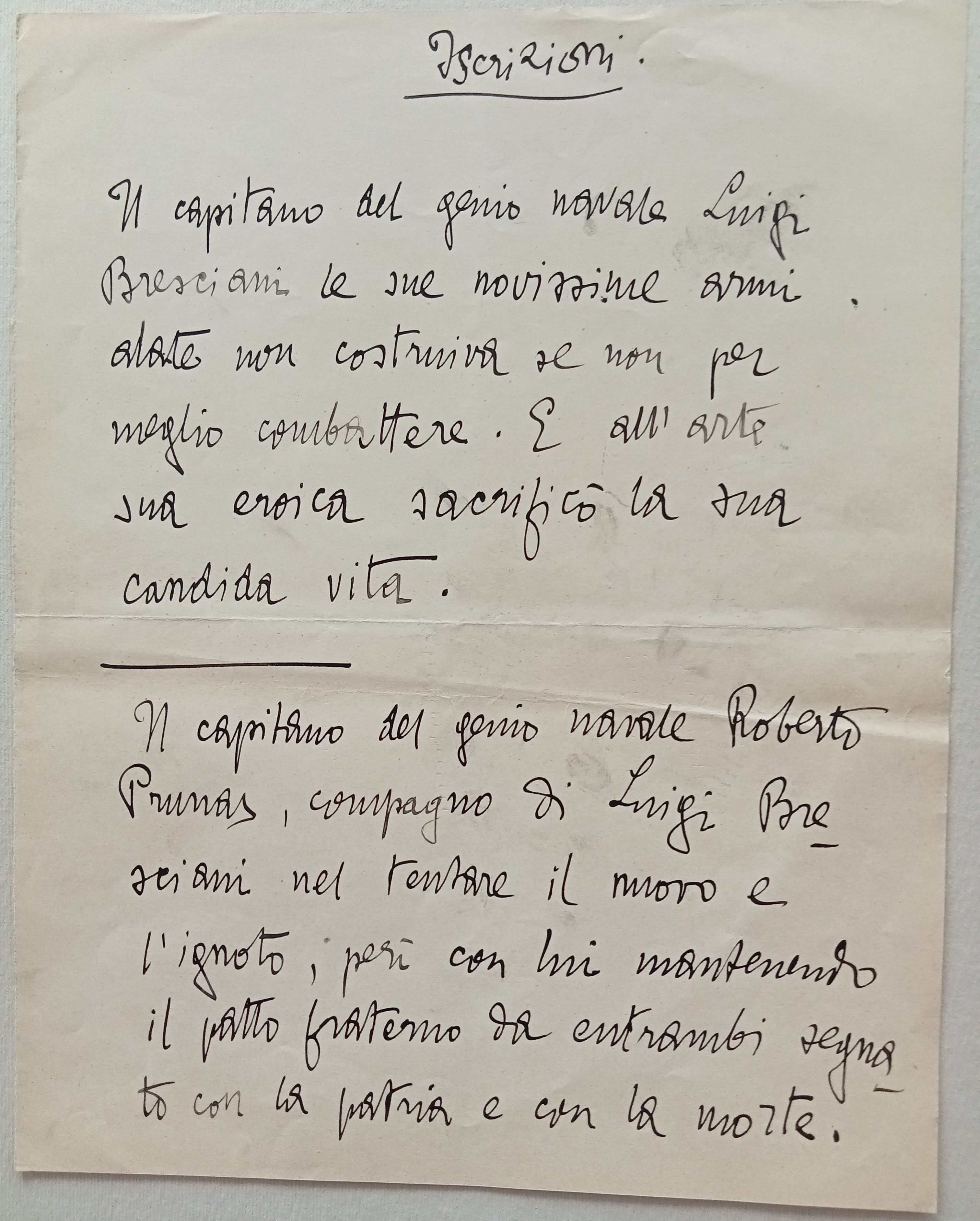
Iscrizione ed epitaffio a Luigi Bresciani (e Roberto Prunas) scritto da Gabriele d'Annunzio e pubblicato sul Corriere della Sera.

Luigi Bresciani (Verona, 13 marzo 1888 – Venezia, 3 aprile 1916) è stato un aviatore e militare italiano, pilota di grande esperienza del Regia Marina durante la prima guerra mondiale, dove fu decorato di una Medaglia d'argento al valor militare. Progettista del bombardiere trimotore Bresciani Bre.1.

## Biografia
Nacque a Verona il 13 marzo 1888 figlio di Fortunato, di professione litografo, e di Costanza Fiorini. Frequentò il Regio Istituto Tecnico Superiore di Milano dove si laureò in ingegneria il 17 settembre 1910, e nello stesso anno compì il corso d'istruzione elettronica nello stesso istituto per venire subito chiamato a prestare servizio militare nella Regia Marina. Nominato tenente del genio navale, fu mandato a Genova al fine di completare gli studi professionali nella Regia Scuola Superiore Navale. Conseguita la laurea di ingegneria navale e meccanica, il 16 settembre 1912 fu destinato a prestare servizio presso la direzione delle costruzioni navali dell'arsenale di Venezia. Appassionatosi al mondo dell'aviazione il 29 settembre 1913 conseguì, sotto la guida di Giovanni Roberti di Castelvero, il brevetto di pilota di idrovolante n.6 presso la Scuola di volo di Venezia. Partecipò successivamente alle esercitazioni di cooperazione aerea con i dirigibili della marina, con sommergibili e unità di superficie.
Il 25 marzo 1914, in qualità di pilota, e con Giuseppe Miraglia come osservatore, decollò dall'idroscalo dell'arsenale a bordo di un idrovolante Albatros Durante il sorvolo dell'isola di San Michele si verificò un'avaria ai timoni di profondità ed egli tentò un ammaraggio di fortuna, ma l'aereo precipitò tra l'isola di San Michele e quella di Sant'Andrea riportando una contusione ed una ferita leggera alla gamba destra, mentre Miraglia ebbe una lieve ferita all'occhio destro e una lieve commozione cerebrale.
Nel corso di quell'anno la Regia Marina organizzò le manovre per coordinare le operazioni della flotta con l'attività degli aerei e per mettere a punto l'utilizzo di tale mezzo per l'avvistamento dei sommergibili. Per ciò furono mobilitati quattro velivoli della "Squadriglia San Marco" che dovevano avvistare i sommergibili della classe Glauco, Narvalo, Squalo e Tricheco, operanti sulla rotta per Ancona. I 4 aerei erano assistiti da una squadriglia di torpediniere. Durante le operazioni, guasti al motore costrinsero il suo aereo e quello di Mendoza ad effettuare ammaraggi di emergenza, rispettivamente a Codigoro e alla foce dei Fiumi Uniti. Effettuate tempestivamente le riparazione ai propulsori i due piloti raggiunsero Ancona in tarda serata, dove si trovavano gli altri partecipanti all'esercitazione.
Il primo luglio dello stesso anno fu promosso capitano del genio navale e nominato comandante del reparto aviazione dell'arsenale di Venezia. Dopo l'entrata in guerra del Regno d'Italia, avvenuta il 24 maggio 1915, durante i primi mesi di operazioni la base navale di Sant'Andrea disponeva di solo due apparecchi Albatros, utilizzati a turno da sei piloti a cui poi se ne aggiunsero altri quattro prodotti su licenza dalla ditta Enea Bossi. Non essendo più possibile acquistare gli originali motori originali Mercedes da 100 CV, di fabbricazione tedesca, egli studiò e realizzò le modifiche per l'installazione di motori italiani Isotta Fraschini V.4 da 160 CV che comportarono un aumento delle prestazioni raggiungibili.
Contemporaneamente prese parte a diverse operazioni belliche sul Mare Adriatico, venendo per questo citato da Gabriele D'Annunzio nel suo Notturno. All'inizio del 1916 l'aviazione auustro-ungarica, a causa della superiorità dei mezzi a disposizione, aveva raggiunto la supremazia nei cieli ed era difficilmente contrastabile. La Regia Marina si rese immediatamente conto di non avere a sua disposizione un bombardiere pesante, così come invece aveva il Regio Esercito che disponeva dei Caproni Ca.33. L'Esercito aveva la priorità nelle consegne, e la Marina dovette ricercare altre soluzioni incaricandolo di trasformare cinque trimotori Caproni in idrovolanti. La trasformazione doveva essere effettuata presso i cantieri SVAN di Venezia. Avvalendosi della collaborazione capitano del genio navale, ingegnere Roberto Prunas, egli modificò radicalmente il velivolo ricavandone un modello completamente diverso. Si trattava di grosso idrovolante a scafo centrale tronco, nel quale trovava posto l'equipaggio, collegato alla struttura alare biplana tramire un'incastellatura metallica. La propulsione era fornita da tre Isotta-Fraschini V.4B eroganti 150 CV. Designato Bresciani Bre.1, l'aereo fu collaudato per la prima volta il 3 aprile 1916. Pilotato da lui, e con a bordo Prunas e i meccanici Fausto Lari e Vittorio Pontoni, l'aereo decollò senza problemi, ma durante la prova di carico e di tiro con il cannoncino da 25 mm la semi-ala inferiore destra si staccò per la rottura di una cerniera e il velivolo precipitò da una quota 50 metri nelle acque prospicienti il forte di Sant'Andrea causando la morte di tutto l'equipaggio. Per onorarne la memoria venne concessa la Medaglia d'argento al valor militare, ma la sua morte provocò la sospensione di ogni attività sull'aereo, per decisione dell'ammiraglio Paolo Thaon di Revel, che incaricò il capitano del genio navale Alessandro Guidoni di modificare il progetto dell'aereo. Le modifiche adottate resero il velivolo troppo pesante, e il progetto del Bre.1 fu definitivamente abbandonato. È sepolto nel cimitero di San Michele a Venezia; sulla lapide è incisa l'iscrizione scritta da Gabriele d'Annunzio, anche pubblicata sul Corriere della Sera, che recita: "Il capitano del genio navale Luigi Bresciani le suo novissime armi alate non costruiva se non per meglio combattere e all’arte sua eroica sacrificò la sua candida vita. III aprile MCMXVI
", simile iscrizione fu dedicata, sempre da d'Annunzio a Roberto Prunas e ai congegnatori Vittorio Pontini e Fausto Lari. 

### Annotazioni
1. ↑  Tale velivolo aveva il numero di matricola numero 7.
2. ↑  Tale squadriglia aveva sede presso l'isola di Sant'Andrea ed era al comando di Roberti di Castelvero, mentre i tre piloti erano il capitano del genio navale Alessandro Guidoni, Luigi Bresciani e il capo di 2ª classe Enrico Mendoza.
3. ↑  Tale velivolo aveva in comune con il Caproni Ca.33 solo la formula trimotore con fusoliera a due travi.

### Fonti
1. 1 2  Mancini 1936, p. 119.
2. 1 2 3 4 5 6 7 8 9 10 11 12 13 14  Quelli dei 72.
3. 1 2 3 4  Corsoete65.
4. ↑  Alegy 2019, p. 117.
5. ↑  Alegy 2019, p. 118.
6. 1 2 3 4 5 6  Alegy 2019, p. 119.